# Ar-Raszidijja (Syria)
Ar-Raszidijja – wieś w Syrii, w muhafazie Al-Hasaka. W 2004 roku liczyła 320 mieszkańców.